# Репеёв
Репеёв (словац. Repejov, русин. Репеїв) — село и одноимённая община в районе Медзилаборце Прешовского края Словакии. В письменных источниках начинает упоминаться с 1454 года.

## География
Село расположено в восточной части края, на берегах реки Ольки (бассейн Ондавы), при автодороге 554. Абсолютная высота — 272 метров над уровнем моря. Площадь муниципалитета составляет 18,32 км².

## Население
По данным последней официальной переписи 2021 года, численность населения Репеёва составляла 119 человек.
Динамика численности населения общины по годам:
| Год:                | 1994 | 2004     | 2014     | 2024     |
| ------------------- | ---- | -------- | -------- | -------- |
| Количество человек: | 211  | 162      | 137      | 101      |
| Разница:            |      | −23,22 % | −15,43 % | −26,27 % |

Национальный состав населения (по данным переписи населения 2011 года):
| Национальность | Численность, человек |
| -------------- | -------------------- |
| русины         | 73                   |
| словаки        | 54                   |
| украинцы       | 1                    |
| не указана     | 15                   |
| всего          | 143                  |

По данным переписи 2021 года, в конфессиональном составе населения преобладали греко-католики (75,6 %).